# Haven van Shëngjin

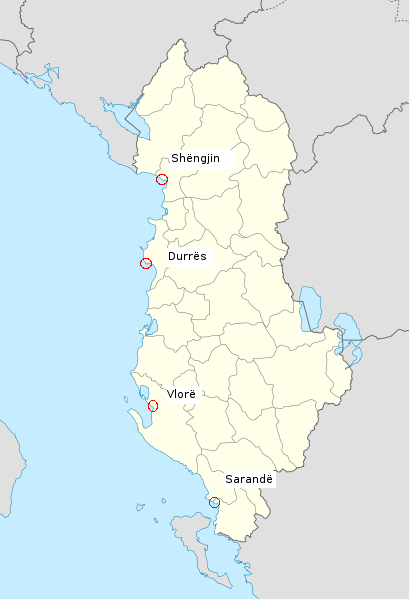
Shëngjin en Albaniës overige drie voornaamste havens
De kleine vissershaven van Himarë is niet aangeduid.

De haven van Shëngjin (Albanees: Porti i Shëngjinit) is de op twee na kleinste haven in Albanië en de enige ten noorden van 's lands grootste haven in Durrës. Zij is gelegen in de gelijknamige badplaats in het district Lezhë (prefectuur Lezhë) en wordt uitgebaat door de Havenautoriteit van Shëngjin. Van de vijf Albanese havens is de haven van Shëngjin de middelste qua economisch belang. In 2004 werd er in Shëngjin 293.300 ton aan goederen overgeslagen, waarmee de haven maar net moet onderdoen voor die van Vlorë, die 300.000 ton verwerkte. Sinds het begin van de jaren 1990 is de capaciteit van de haven van Shëngjin vervijfvoudigd. De UN/LOCODE van Shëngjin is ALSHG.
De haven concentreert zich op drie sectoren: de visserij, ferrydiensten (er is een verbinding met de Apulische hoofdstad Bari) en het laden en lossen van schepen, met name het overslaan van aardolie, die in Shëngjin door verschillende Albanese petroleumbedrijven aan land wordt gebracht en er in grote tanks wordt opgeslagen. 
In december 2006 zijn meerdere olietanks uitgebrand, waarbij duizenden liters olie in de naburige Merxhanilagune stroomden en aldaar fauna, flora en stranden bedreigden. In de zomer van 2007 was van die schade echter nog maar weinig te merken.

## Masterplan

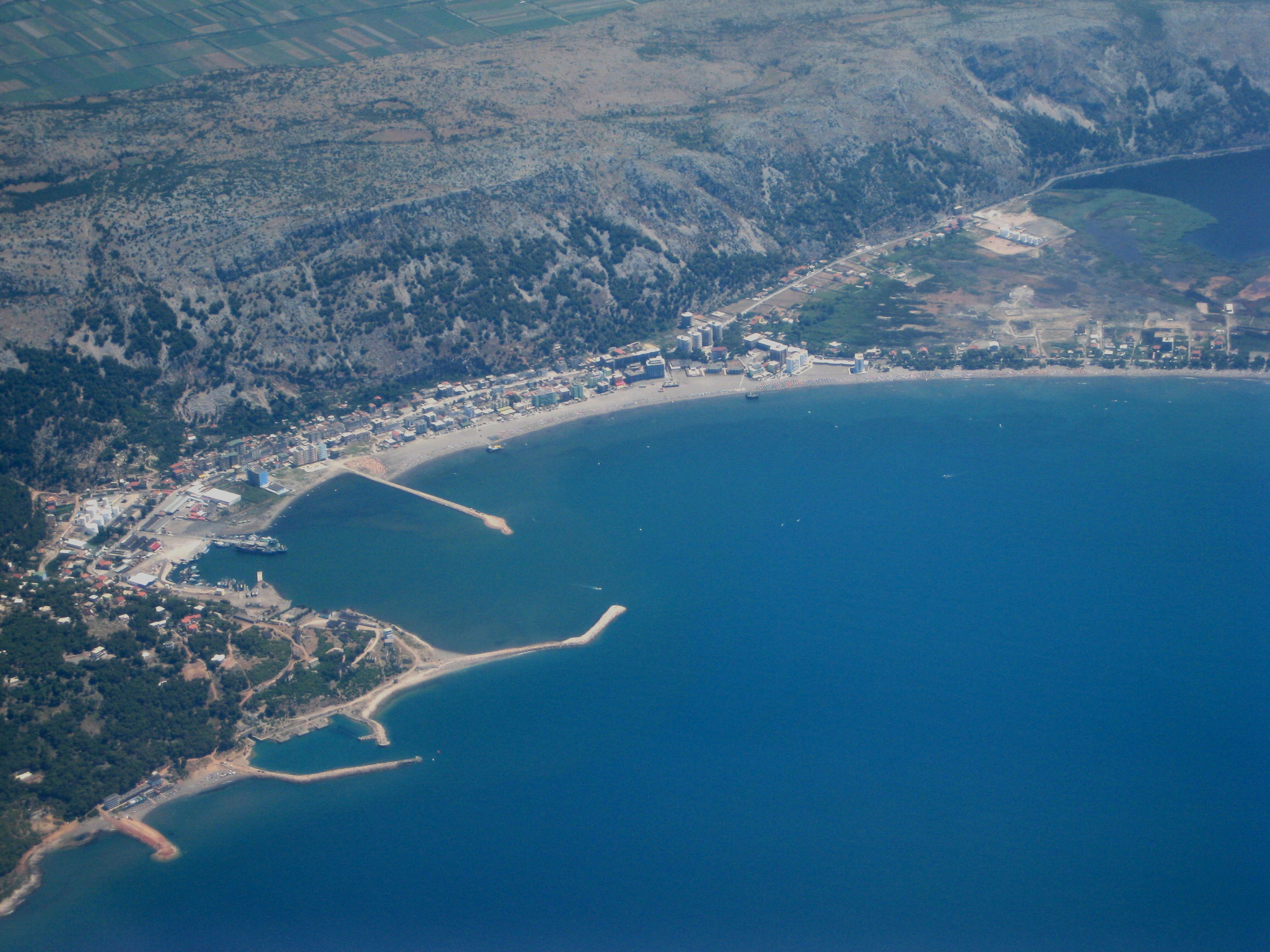
Luchtfoto van Shëngjin met haar haven

In 1999 werd voor de haven een masterplan ontwikkeld door het Instituut voor Mobiliteitsstudie van het ministerie van Openbare Werken, Mobiliteit en Telecommunicatie, met financiële hulp van de Wereldbank. De doelstellingen van dit plan worden in drie fasen gerealiseerd, respectievelijk tegen 2000, tegen 2010 en tegen 2020.